# Bestikkelse
Bestikkelse er en gave, en tjeneste eller anden formuefordel, der gives til en embedsmand eller anden magthaver eller kommende magthaver for at magthaveren skal særbehandle giveren eller personer eller virksomheder, som giveren har interesse i, eller som en tak for udførte tjenester. Som magthaver anses i denne sammenhæng enhver, der har beslutningskompetence til at træffe beslutninger, der kan påvirke giveren af bestikkelse positivt
Den embedsmand, der lader sig bestikke dvs. fordrer, modtager eller lader sig tilsige gaver eller andre fordele, til hvilke han er uberettiget, for sine embedshandlinger, er efter dansk ret hjemfaldet til straf, selv om de pågældende embedshandlinger er fuldkommen lovmedholdelige, ja endog pålagte ham som pligt; men selvfølgelig bliver straffen strengere, når embedsmanden lader sig bestikke til at foretage noget, som ligefrem strider mod hans embedspligt. 
Modtagelse af bestikkelse i den offentlige sektor er strafbart efter Straffelovens §144 og straffes med fængsel indtil 6 år.
| Jura | Spire Denne juraartikel er en spire som bør udbygges. Du er velkommen til at hjælpe Wikipedia ved at udvide den. |